# Isidore Thivrier
Pour les articles homonymes, voir Thivrier.
Isidore Thivrier, né le 5 octobre 1874 à Commentry (Allier) et mort le 5 mai 1944 au camp de concentration de Natzweiler-Struthof (Bas-Rhin), est un homme politique et résistant français. Membre de la Section française de l'Internationale ouvrière (SFIO), il est député de l'Allier de 1924 à 1942, président du conseil général de l'Allier de 1933 à 1935 et maire de Commentry de 1936 à 1943, succédant à son défunt frère Alphonse. Il est également secrétaire de la fédération socialiste départementale de 1937 à 1939, remplaçant Paul Rives lors d'un congrès à Saint-Germain-des-Fossés.

## Biographie

### Premiers engagements politiques
Fils du « premier maire socialiste du monde » selon ses propres dires à Philippe Pétain, son père Christophe Thivrier est connu par son sobriquet de « député en blouse ». Son frère aîné Alphonse est élu maire de Commentry en 1919, date à laquelle Isidore Thivrier succède à son frère Léon en tant que conseiller général du canton de Commentry. Il est réélu jusqu'à l'établissement de la Commission administrative départementale en 1940. Lors de la scission socialiste du congrès de Tours de 1920, il choisit la Section française de l'Internationale ouvrière avec Marx Dormoy, René Boudet et Paul Constans. Dans les années qui suivent, il reconstruit la SFIO de l'Allier avec succès et enchaîne les victoires électorales dans la région de Montluçon. Il devient député en 1924 et maire de Commentry en 1936.

### Membre du Conseil national
Il choisit, avec son ami Dormoy, de soutenir Léon Blum. Il accueille ce dernier en juillet 1940, en votant contre les pleins pouvoirs au maréchal Pétain. Le gouvernement de Vichy l'inscrit néanmoins à son insu sur la liste des membres du Conseil national nouvellement établi, dont il démissionne finalement en juin 1942. Il cherche à faire démissionner les socialistes en bloc, en vain. Il accueille cordialement Philippe Pétain en visite à Commentry, le 1er mai 1941.
Il renonce donc seul pour s'adonner à d'autres charges clandestines, tout en conservant cependant son mandat de maire de Commentry encore moins d'un an. Après sa lettre au préfet expliquant pourquoi il ne peut continuer à exercer ses fonctions à la mairie de Commentry à la suite du communiqué officiel de Vichy considérant les conseils municipaux maintenus comme adhérents à la politique gouvernementale, il démissionne effectivement le 4 mars 1943. Isidore Thivrier ne s'adonne désormais plus qu'à des actions de résistance.

### Activités avec la Résistance
Thivrier entre au réseau Marco-Polo et sa propriété devient le centre de rencontre d'agents de liaison, courriers, missions parachutées, station d'émission. Il est trahi et arrêté par la Gestapo en gare de Vierzon le 12 octobre 1943 et passe quatre mois et demi à la prison de Bourges, puis est condamné à vingt ans de réclusion pour espionnage au profit des Alliés par un tribunal militaire allemand. Il est conduit à la prison de Fresnes, puis à la prison de Compiègne et au Struthof (sommet vosgien) où il souffre d’angine de poitrine et de tuberculose. Il meurt le 5 mai 1944 au camp de concentration de Natzweiler-Struthof, toujours convaincu que « le socialisme est l'avenir du monde du travail ». Il obtient la médaille de la Résistance française en 1947 à titre posthume. On loue « sa fidélité à son pays, à son parti, à son idéal, à son nom ».